# Cambarincola philadelphicus
Cambarincola philadelphicus är en ringmaskart som först beskrevs av Joseph Leidy 1851.  Cambarincola philadelphicus ingår i släktet Cambarincola och familjen Cambarincolidae. Inga underarter finns listade i Catalogue of Life.